# Lorenz Haarmann
Lorenz Haarmann (* 3. Oktober 1964 in West-Berlin) ist ein deutscher Kameramann und Filmproduzent.

## Leben und Wirken
Haarmann wirkte in zahlreichen Film- und Fernsehproduktionen als Kameramann mit. Er arbeitete mit Regisseuren wie Oskar Roehler, Ziri Rideaux sowie vielfach mit Rosa von Praunheim. 1997 gründete er mit Zoran Solomun die Produktionsfirma Ohne Gepäck in Berlin.

## Filmografie als Kameramann (Auswahl)
- 1992: Ich bin meine eigene Frau (Regie: Rosa von Praunheim)
- 1993: Prinz in Hölleland (Regie: Michael Stock)
- 1995: Gentleman (Regie: Oskar Roehler)
- 1996: Vor Transsexuellen wird gewarnt (Regie: Rosa von Praunheim)
- 1997: Silvester Countdown (Regie: Oskar Roehler)
- 2001: Backgammon (Regie: Ziri Rideaux)
- 2010: New York Memories (Regie: Rosa von Praunheim)
- 2011: Die Jungs vom Bahnhof Zoo (Regie: Rosa von Praunheim)
- 2019: Darkroom – Tödliche Tropfen (Regie: Rosa von Praunheim)
- 2022: Rex Gildo – Der letzte Tanz (Regie: Rosa von Praunheim)
- 2024: Dreißig Jahre an der Peitsche (Regie: Rosa von Praunheim)

## Filmografie als Produzent (Auswahl)
- 1999: Der Traum vom Fliegen
- 2003: Connections
- 2009: Super Art Market
- 2012: Lod on the Map!
- 2017: Europas vergessene Protektorate
- 2018: Kolumbien – Der lange Weg zum Frieden